# La Nouvelle Mission de Judex
La Nouvelle Mission de Judex és una pel·lícula muda francesa dirigida per Louis Feuillade el 1917 i estrenada el 28 de gener de 1918.

## Sinopsi

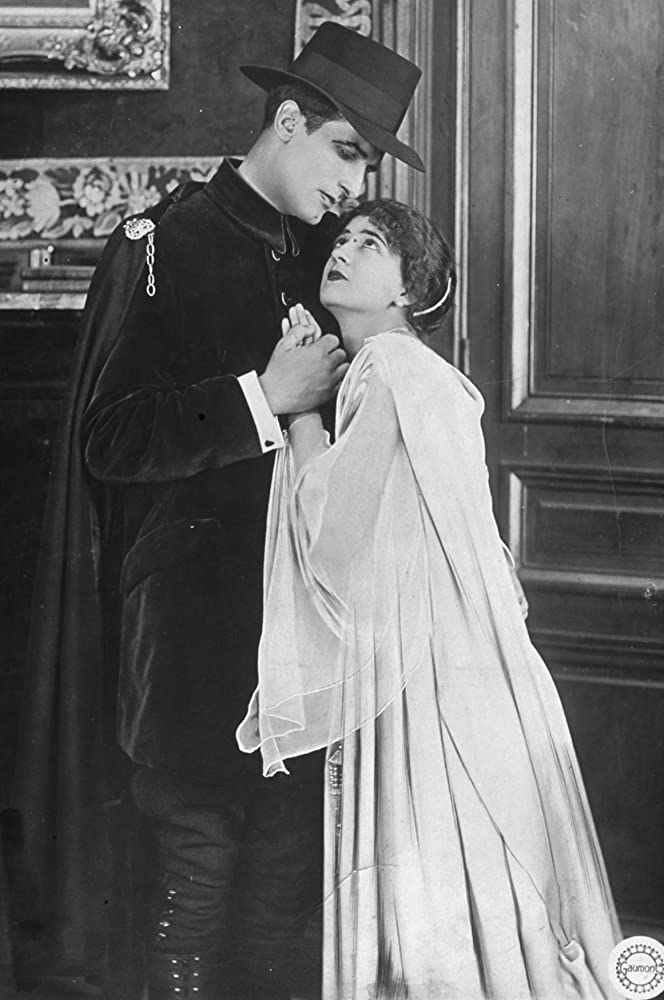
René Cresté i Ivette Andréyor a Judex.

La pel·lícula està formada per 12 episodis:
- 1 - La Nouvelle Mission de Judex
- 2 - L'Adieu au bonheur
- 3 - L'Ensorcelée
- 4 - La Chambre aux embûches
- 5 - La Forêt hantée
- 6 - Une lueur dans les ténèbres
- 7 - La Main morte
- 8 - Les Captives
- 9 - Les Papiers du docteur Howey
- 10 - Les Deux Destinées
- 11 - Le Crime involontaire
- 12 - Châtiment

## Repartiment
- René Cresté : Judex
- Marcel Lévesque : Cocantin
- Yvette Andréyor : Jacqueline
- Édouard Mathé : Roger de Trémeuse
- Louis Leubas : Le banquier Favraux
- Gaston Michel : Kerjean
- Émile Keppens : Milton
- Andrew Brunelle : El doctor Howey
- Juana Borguese : La baronessa d'Apremont
- Georgette De Nerys : Primerose
- Olinda Mano : Le petit Jean

## Estrena
La sèrie es va projectar per primera vegada als cinemes francesos el 28 de gener de 1918. La Cinémathèque française té una versió de 35 mm, que es va mostrar com a part de la gran retrospectiva de Feuillade el 2006. La sèrie encara no s'ha publicat en DVD.